# John Walker (produtor)
John Walker (Estados Unidos, 21 de abril de 1956) é um produtor cinematográfico, ator e roteirista americano. Como reconhecimento, foi nomeado ao Óscar 2019 na categoria de Melhor Filme de Animação por Incredibles 2 (2018).